# Aeneonaenaria malaisei
Aeneonaenaria malaisei là một loài tò vò trong họ Ichneumonidae.